# Liste von Kitanologen
Die Liste von Kitanologen bzw. Khitanologen umfasst Wissenschaftler, die bemerkenswerte Beiträge zur Erforschung des Volkes der Kitan (Khitan), dessen Kultur, Religion, Geschichte, Sprache und Schriftsysteme (große und kleine Kitan-Schrift) geleistet haben. Sie ist unvollständig und weit gefasst. 

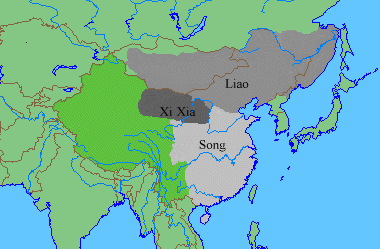
Gebiet der Liao-Dynastie der Kitan (Khitan) und Nachbarreiche (das Kitan-Reich der Liao bestand vom 10. – 12. Jhd. u. Z.)

## Übersicht
- Aisin-Gioro Ulhicun
- Chinggeltei
- Juha Janhunen
- Jishi 即实 (Batu)
- Daniel Kane
- Liu Fengzhu 刘凤翥
- Wladimir Sergejewitsch Starikow
- Sun Bojun 孫伯君
- Wu Yingzhe 吴英喆
- Viacheslav Petrovich Zaytsev Вячеслав Петрович Зайцев